# Križarka Prinz Eugen
Prinz Eugen je bila nemška težka križarka iz druge svetovne vojne. Spadala je v razred Hipper. Ime je dobila po princu Evgenu Savojskemu, vojaškemu poveljniki iz 18. stoletja. Tako kot ostali dve ladji njenega razreda, Admiral Hipper in Blücher, se je gradnja ladje začela v sredini tridesetih let dvajsetega stoletja in je tako kot večina takratnih nemških vojnih ladij kršila Versajska določila o nemških oboroženih silah. Splovljena je bila 22. avgusta 1938, 1. avgusta 1940 pa z zamudo predana nemški Kriegsmarine.
Na svoji prvi nalogi naj bi z bojno ladjo Bismarck napadala zavezniške atlantske konvoje. Britanci so premike obeh ladij pozorno spremljali in ju 24. maja 1941 v Danskem prelivu tudi prestregli. Prišlo je do bitke, v kateri so Britanci izgubili ladjo HMS Hood. Poškodovana pa je bil tudi ladja Bismarck, ki se je nato poizkušala prebiti v Francijo, vendar so jo Britanci na pol poti potopili. Križarka Prinz Eugen je nadaljevala pot in 1. junija 1941 prispela v Brest, ne da bi potopila eno samo zavezniško ladjo. V pristanišču je bila ladja tarča neprestanih bombnih napadov, v katerih je bila tudi večkrat zadeta in je zato potrebovala popravilo v Nemčiji. V operaciji Cerberus se je križarki uspelo prebiti v domovino. Do konca vojne je delovala v Baltskem morju, kjer je bombardirala ruske položaje in prevažala begunce v zahodno Nemčijo. Konec vojne je dočakala v Kopenhagnu. Po vojni je bila predana mornarici ZDA, ta pa jo je leta 1946 uporabila kot testno ladjo pri eksploziji atomske bombe.